# Matilde Ponce Copado
Matilde Ponce Copado (Trinidad, 14 de março de 1932 - 2001) foi uma arquiteta cubana. Fez parte do movimento moderno e trabalhou no Departamento de Urbanismo Municipal de Havana.

## Vida
Matilde Ponce Copado nasceu em Trinidad, na Província de Santa Clara, em 1932. Se formou em letras e ciências no Instituto de Segunda Enseñanza del Vedado, em El Vedado, Havana, e começou a estudar arquitetura na Universidade de Havana em 1949, se formando em 1955. Ali destacou-se como aluna e obteve seis Prêmios Ordinários.
Na faculdade ela também conheceu o reconhecido arquiteto Antonio Quintana Simonetti, que era seu professor e que seria posteriormente seu companheiro e sócio.

## Carreira
Um dos trabalhos mais reconhecidos de Matilde Ponce foi o de um centro comercial, concebido para seu trabalho de conclusão de curso, em 1955. Ele recebeu um prêmio outorgado pela companhia de pinturas Kli-per S.A. Em 1956 a revista Arquitectura publicou este projeto e um ano depois a revista Acrópole, do Rio de Janeiro, fez o mesmo.
Após a formatura, Ponce trabalhou no Departamento Urbano Municipal de Havana, onde desenhou uma série de projetos públicos, como novos parques e um casino campestre. Junto a seu marido Antonio Quintana Simonetti, realizou vários projetos na capital cubana. 
Em 1959 realizou o projeto, junto com Alberto Robaina, de uma escola rural cuja meta era ser um modelo padrão, para ser reproduzida por toda a ilha de Cuba. O Governo Revolucionário construiu 200 escolas deste tipo durante naquele ano. O projeto foi publicado em revista Arquitectura Cuba em duas edições.
Realizou estudos de pós-graduação na Universidade de Roma sob orientação do engenheiro Pier Luigi Nervi.
Matilde foi para os Estados Unidos com suas duas filhas após se desiludir com os objetivos da Revolução Cubana. Seu nome figura no registro do Instituto Americano de Arquitetos na Flórida.